# Filago vulgaris
Pour les articles homonymes, voir Filago.
Espèce
Classification APG III (2009)
Filago vulgaris, la Cotonnière commune, est une espèce de plante à fleurs de la famille des Asteraceae.

## Noms vernaculaires
Cotonnière commune, Cotonnière d'Allemagne, Coton de mer, Herbe à coton, Immortelle d'Allemagne, Cotonnière vulgaire.

## Synonymes
- Filago germanica (L.) Huds. (1762)
- Gnaphalium germanicum L. (1753)

## Description
Cette espèce de plante herbacée annuelle peut atteindre 10 à 30 cm de haut. Les capitules de fleurs sont jaunes.

## Habitats
on peut la trouver en bordure de chemin rocailleux. 

## Répartition
L'espèce est trouvée en Europe, en Afrique et en Asie.

## Statut de protection
En France, l'espèce figure sur la liste rouge du Nord-Pas-de-Calais.
En Suisse, elle est aussi sur la liste rouge nationale.